# Picrodendron
Picrodendron là một chi thực vật có hoa trong họ Picrodendraceae.

## Loài
Chi Picrodendron gồm các loài: